# ماکس فریش
ماکس رودلف فریش (به آلمانی: Max Rudolf Frisch) (زاده ۱۵ مه ۱۹۱۱ در زوریخ - درگذشته ۴ آوریل ۱۹۹۱) داستان‌نویس، نمایش نامه‌نویس و معمار سوئیسی بود.

## زندگی
در دانشگاه زوریخ ادبیات آلمانی خواند. وی در سال ۱۹۳۴ اولین رمانش را به نام یورگ شاین‌بارت، سفر تابستانی سرنوشت‌ساز نوشت. پس از انتشار دومین رمانش پاسخی از سکوت تصمیم گرفت نویسندگی را رها کند و معمار شود. اما پس از دریافت جایزه کنراد فردیناند مایر دوباره نویسندگی را از سرگرفت. در ۱۹۵۴ اشتیلر را منتشر کرد و با این کار در عالم ادبیات مشهور شد.

## آثار
- «یورگ شاین‌بارت، سفر تابستانی سرنوشت‌ساز» - رمان (۱۹۳۴)
- «جوابی از سکوت» - داستان (۱۹۳۷)
- «ورق‌هائی از کیسهٔ نان» (۱۹۴۰)
- «مشکلات» - رمان (۱۹۴۳)
- «سفر پکن» (۱۹۴۵)
- «دفتر خاطرات با ماریون» (۱۹۴۷)
- «دفتر خاطرات» (سال‌های ۱۹۴۶ تا ۱۹۴۹)
- هویت گمشده اشتیلر» – رمان (۱۹۵۴) ترجمه: حسن نقره‌چی
- «احتیاط! سوئیس» – گفتگویی با بورخارد و کوتر (۱۹۵۵)
- «هومو فابر» – گزارش (۱۹۵۷)
- «گیرم اسم من گانتن باین است» – رمان (۱۹۶۴)
- «عموم به عنوان همسر» – سخنرانی‌ها و مقالات (۱۹۶۷)
- «یادی از برشت» (۱۹۶۸)
- «ویلهلم تل برای مدارس» (۱۹۷۱)
- «دفتر خاطرات» (سال‌های ۱۹۶۶ تا ۱۹۷۱)
- «کتابچه خدمت» (۱۹۷۴)
- «مونتاوک» – داستان (۱۹۷۵)
- «ما امیدواریم...» – سخنرانی‌ها (۱۹۷۶)
- «انسان در هولوزن ظاهر می‌شود» (۱۹۷۹) ترجمه: زینب آرمند
- «ریش آبی» – داستان (۱۹۸۲)
- «درخواست‌های روزانه» – سخنرانی‌ها، گزارش‌ها، مقالات (۱۹۸۳)
- «سوئیس بدون ارتش؟» (۱۹۸۹)
- «سوئیس به عنوان وطن؟» (۱۹۹۰)

### نمایش نامه‌ها
- «آن‌ها حالا دوباره آواز می‌خوانند» (۱۹۴۵)
- «سانتا کروز» (۱۹۴۷) ترجمه: هما روستا (منتشر نشده)
- «دیوار چین» (۱۹۴۷) ترجمه: یدالله آقاعباسی
- «وقتی که جنگ تمام شد» (۱۹۴۹)
- «گراف اودرلاند» (۱۹۵۱)
- «بیدرمان و آتش‌ سوزان» (۱۹۵۳) ترجمه: قاسم شفیع نورمحمدی
- «دون ژوان یا عشق به هندسه» (۱۹۵۳)
- «ریپ فان وینکله» (۱۹۵۳) ترجمه: امید مهرگان
- «خشم شدید فیلیپ هوتس» (۱۹۵۶) ترجمه: حمید سمندریان
- «آندورا» (۱۹۶۱) ترجمه: حمید سمندریان
- «زوریخ» (۱۹۶۶)
- «بیوگرافی: یک‌ بازی» (۱۹۶۷) ترجمه: منیره خلوتی
- «تابلوهای سه‌گانه» (۱۹۷۸) ترجمه: جاهد جهانشاهی